# 卡特尔党
卡特尔党是政党理论中的一种模型，指一种高度依赖国家资源、通过与其他主要政党合作限制政治竞争、以维持其主导地位和既得利益的政党类型。卡特尔党理论由理查德·卡茨和彼得·迈尔于1992年在其著作《党组织：数据手册》中首次提出，并于1995年在《党政治》中正式发表。
卡特尔党理论认为，在现代民主国家中，政党并非完全依赖社会支持或基层动员，而是依靠国家资源维持其组织运作和政治影响力。卡特尔党通常在政治体系中占据主导地位，并倾向于与其他主要政党合作，形成一种“卡特尔”，以限制新兴政党的进入和竞争，从而保护政党的既得利益。

## 特征

### 形成
卡特尔党模式形成于自20世纪70年代的冷战时期。由于西方民主政治选举成本不断上升而公众的政治参与度减少，面临资源压力，政党逐渐不再依赖群众动员和社会的资金支持，而是转向依靠国家资金、媒体资源和法律支持来维持政党的运作和影响力。由于获取资源和依赖结构的转变，政党逐渐从市民社会的代表转变为国家体系的组成部分，进而促成了利用国家机构深度关联并与其他主要政党合作的卡特尔党模式。

### 特征
与群众党和精英政党等传统政党模型不同，卡特尔党理论的核心在于与政府机构的深度交融，并在政党之间合作，限制政治竞争以维持政党的既有地位。卡特尔党通过将自身融入国家体系，借助国家资源获取公共资金与法律支持，在经济与组织层面对政府机构形成深度依赖，且逐步脱离民众直接参与和支持。
卡特尔党类型的政党内部结构呈现层级化与形式化特征，其运作以专业化和资本为中心，将重心和资源集中于，支持党内精英的主导地位。在竞选时，政党将倾向于依赖专业宣传和资源投入而非激烈的政策对抗，强调资本驱动的竞选活动。在卡特尔党体系下，主要的政党会确保竞争的有限性，互相达成默契与合作，以维护现有的权力平衡并限制新兴政党的进入和发展
。